# Hedyotis cornifolia
Hedyotis cornifolia là một loài thực vật có hoa trong họ Thiến thảo. Loài này được Kaneh. mô tả khoa học đầu tiên năm 1935.